# Paramore
Paramore je americká rocková skupina, založená v roce 2004.

## Historie

Logo skupiny

### Počátky aAll We Know Is Falling(2002–2006)
Počátky sahají do roku 2002, kdy se tehdy 13letá Hayley Williams (zpěv, kytara) přestěhovala do městečka Franklin. V místní škole, kam chodila, potkala bratry Joshe (kytara) a Zaca (bicí) Farrovi. Hayley si s bratrskou dvojicí rozuměla a také spolu začali skládat muziku. Po asi dvou letech Hayley přizvala svého kamaráda Jeremyho Davise (baskytara) a oficiálně vznikla kapela Paramore.
Poté, co se připojil druhý kytarista Hunter Lamb, se kapela začala rozvíjet. Hrála v menších klubech a minikoncertech v okolí města a až po nahrání debutového alba z roku 2005 All We Know Is Falling se dočkali milého překvapení. Zahráli si na velkém festivalu „Warped Tour“ a dostali se do povědomí celého světa.

### Riot!(2007–2008)
V roce 2007 končí v kapele Hunter Lamb a kapela i bez něj dokončila natáčení druhého alba Riot!. Z alba pochází zatím jejich největší hit „Misery Business“. S deskou Riot! se dostali na 20. místo (prodej) v Top 200 on Billboard.
Roku 2008 se skupina do širšího povědomí posluchačů dostala skrz film Stmívání. Na soundtracku se objevily hned dva její singly a to „Decode“ a „I Caught Myself“.

### Brand New Eyesa odchod bratrů Farrových (2009–2012)
V roce 2009 vyšlo album Brand New Eyes, které bylo posledním s bratry Farrovými. Ve stejném roce se také přidal ke kapele kytarista Taylor York.
V roce 2010 kapelu opustili Josh a Zac Farro. Svůj odchod zdůvodnili příspěvkem na blog skupiny.
V roce 2011 vyšla píseň „Monster“ k filmu Transformers 3.
14. prosince 2011 Paramore vydali box set Singles Club, se skladbami jako „Renegade“, „Hello Cold World“ nebo „In the Mourning“.  

### Paramorea odchod Davise (2013–2016)

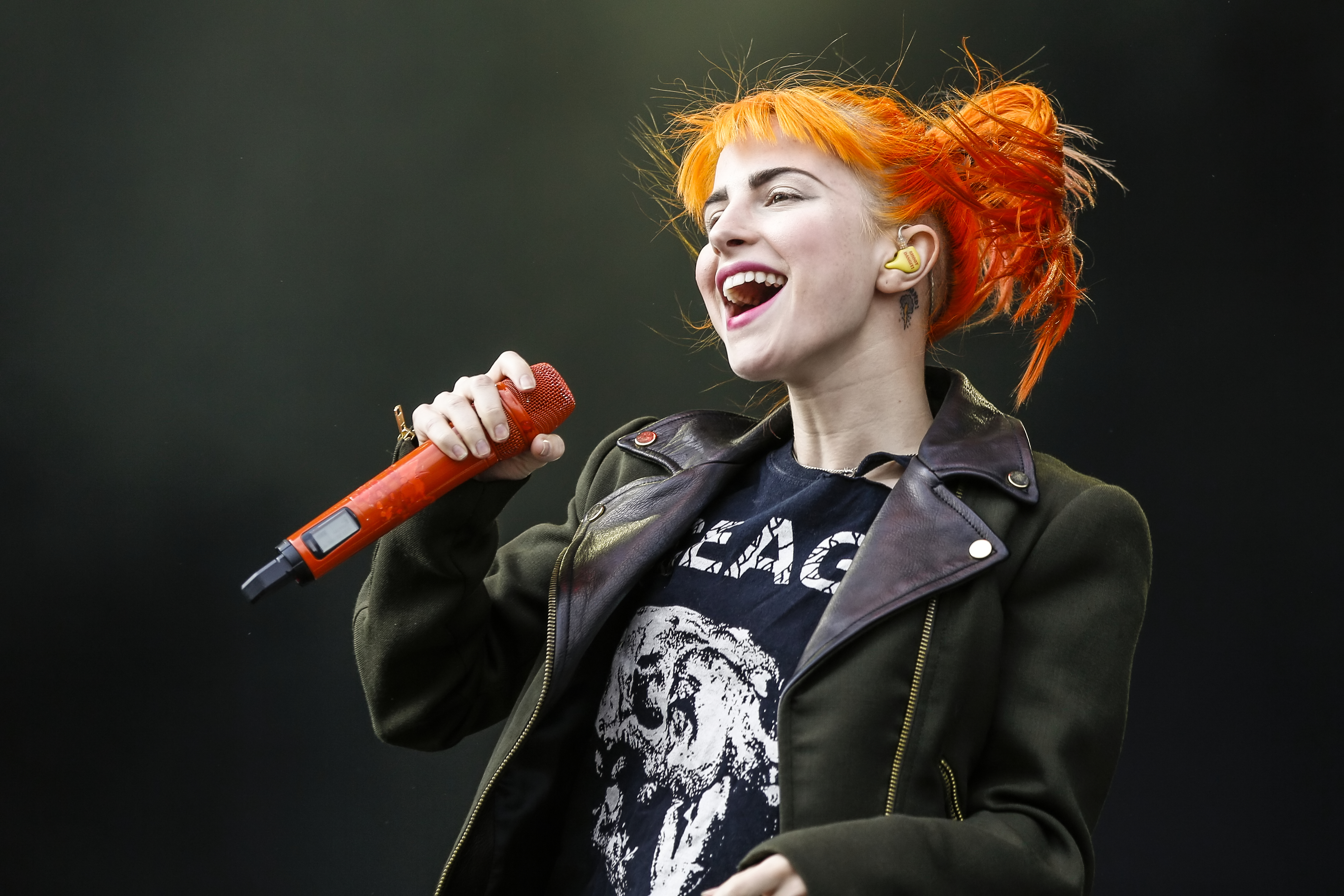
Hayley Williams při vystoupení v německém Norimberku (2013)

5. dubna 2013 skupina vydala své čtvrté eponymní album, Paramore, které dosáhlo na žebříčku Top 200 on Billboard na 1. místo. Tímto albem skupina zahájila tzv. „self-titled éru“ – jedno z nejproduktivnějších období pro kapelu. Z této desky zároveň vzešly dosud jejich nejúspěšnější singly, „Still Into You“ a „Ain't It Fun“.
Během tohoto období se na svém dlouhém turné poprvé podívali i do České republiky, koncert ve velkém sálu pražské Lucerny odehráli 19. června 2013. Vystoupení však bylo silně ovlivněno prostředím – v ten den panovalo zrovna velmi horké počasí a v sále se nedalo dýchat, což mělo vliv nejen na samotné hudebníky, ale i na publikum.
V roce 2015 vyhráli Hayley Williams a Taylor York cenu Grammy za nejlepší rockovou píseň s písní „Ain't It Fun“. 
14. prosince 2015 z kapely odešel baskytarista Jeremy Davis, který byl dlouholetým členem a vydržel i přes obávaný rozpad kapely Paramore (2010).
V únoru 2016 zažaloval bývalý baskytarista Jeremy Davis zbylé dva členy Paramore kvůli vlastnictví písní na albu Paramore (2013) a příjmu z turné a merche.

### After Laughter(2017–2019)
2. února 2017 kapela oznámila návrat bubeníka Zaca Farra, který kapelu opustil v roce 2010. Spekulace o jeho návratu byly již po zveřejnění fotografií z nahrávání pátého alba, na kterém se podílel. 
Dne 19. dubna 2017 skupina vydala první singl z alba After Laughter jménem „Hard Times“, k příležitosti vydání singlu skupina zveřejnila i data k „Tour 1", která zahrnovala i Českou republiku – festival Rock for People, kde vystoupili 5. července 2017
Jejich páté studiové album jménem After Laughter spatřilo světlo světa 12. května 2017. 
Celé turné k albu After Laughter byla uzavřeno vystoupením dne 7. září 2018, kde se Williams vyjádřila, že skupina nebude hrát skladbu „Misery Business“, protože text skladby je příliš sexistický.

### This Is Why(2020–současnost)
První zmínky ohledně vydání nového alba byly řečeny na livestreamech Hayley Williams v roce 2020. 10. února 2023 vydala skupina své v pořadí šesté studiové album This Is Why.

## Členové skupiny

### Současní členové
- Hayley Williams – zpěv
- Taylor York – kytara
- Zac Farro – bicí

## Diskografie

### Studiová alba
- All We Know Is Falling (2005)
- Riot! (2007)
- Brand New Eyes (2009)
- Paramore (2013)
- After Laughter (2017)
- This Is Why (2023)

### DVD
- The Final Riot! (2008)